# Beočić
Beočić (Servisch cyrillisch: Беочић) is een plaats in de Servische gemeente Tutin. De plaats telt 467 inwoners (2002).